# Caransebeș
Caransebeș (węg. Karánsebes, niem. Karansebesch) – miasto w Rumunii, w Banacie, w okręgu Caraș-Severin. Liczy 32 tys. mieszkańców (2006).
Miejsce bitwy (bitwa pod Karánsebes), w której doszło do walk wewnątrz armii Habsburgów, a zdobycie miasta przez Turków dokonało się bez strat własnych. 
W pobliżu Caransebeș znajdują się ruiny rzymskiego obozu legionowego i miasta Tibiscum.

## Urodzeni w Caransebeș
- Nicolae Cena, rumuński generał
- Ion Dragalina, rumuński generał
- Wilhelm Klein, węgierski archeolog
- Sorin Grindeanu, rumuński polityk
- Moise Groza, rumuński generał
- Alexandru Guran, rumuński generał
- Mihail Sandru, rumuński generał
- Theodor Seracin, rumuński generał
- Mihail Trapsa, rumuński generał

.